# Archivio Teatrale Andres Neumann

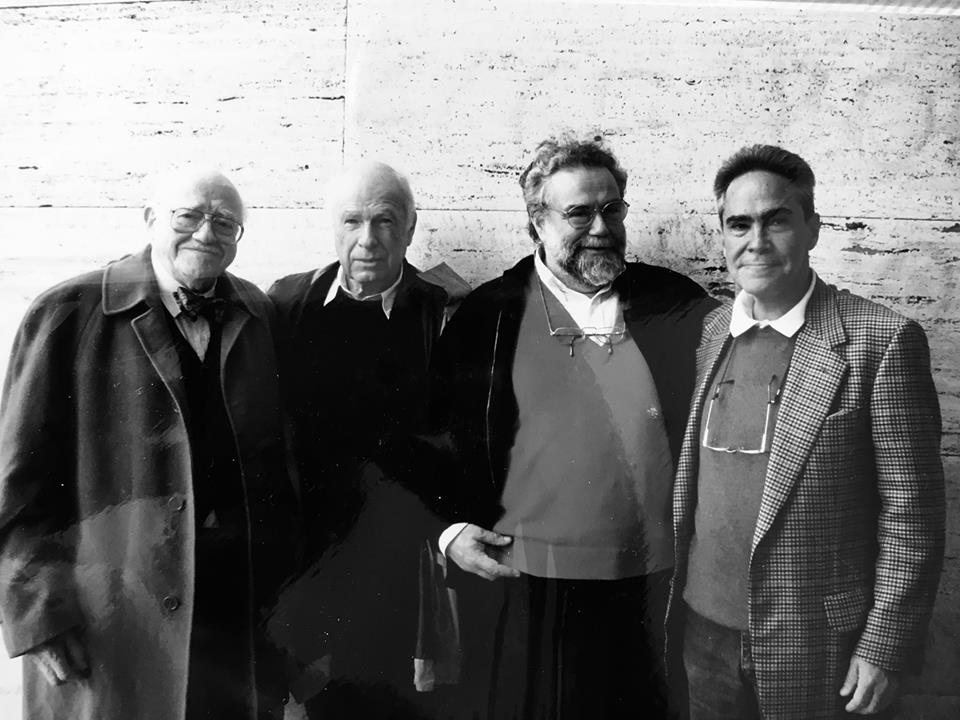
Peter Brook, Ferruccio Marotti, Ferruccio Di Cori e Andrés Neumann. 26 Febbraio 1997, Università La Sapienza, Roma

L'Archivio teatrale Andres Neumann è l’insieme di documenti relativo alle attività di produzione teatrale e distribuzione internazionale del produttore e curatore culturale Andrés Neumann nel periodo che va dal 1955 al 2015. Dal 2010 l’Archivio è custodito presso la Biblioteca del Centro Culturale Il Funaro di Pistoia.
Nel 2014 l’Archivio è stato dichiarato di interesse storico archivistico particolarmente importante dal Ministero dei beni e delle attività culturali e del turismo.
L'Archivio è consultabile in loco e anche online.

## Caratteristiche dell'Archivio

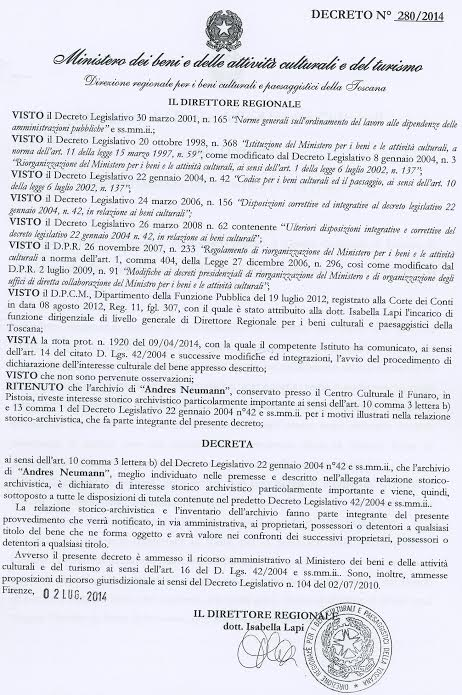
Dichiarazione di interesse particolarmente importante. Decreto 280/2014 del MiBACT.

L’Archivio Teatrale Andrés Neumann è costituito da documenti relativi alla programmazione e alla produzione degli spettacoli di Tadeusz Kantor, Peter Brook, Pina Bausch, Robert Wilson, Bread and Puppet, Meredith Monk, Dario Fo e Franca Rame, Marcello Mastroianni, Vittorio Gassman, Enrique Vargas e molti altri protagonisti della scena teatrale internazionale del XX secolo.
I documenti dell’Archivio sono in nove lingue e di diversa natura: rassegna stampa, fotografie, progetti, dossier di compagnie, contratti, corrispondenza, cataloghi, programmi di sala, manifesti e locandine teatrali, DVD, Betacam, VHS, bobine audio di nastro magnetico con colonne sonore di spettacoli di teatro e danza, caricatori Kodak Carousel per spettacoli audiovisivi, diapositive, negativi e stampe fotografiche.

## Storia dell'Archivio
Dopo essere stato oggetto di un primo riordinamento da parte di Giada Petrone, responsabile dell’archivio, l’Archivio Teatrale Andres Neumann è stato donato al Centro Culturale Il Funaro di Pistoia nel 2010.
Contestualmente è stata donata anche la Biblioteca Teatrale che, assieme all’Archivio, costituisce il Fondo Andres Neumann.
Nel biennio 2012-2013 è stato realizzato dal Dipartimento di Storia delle Arti e dello Spettacolo dell’Università degli Studi di Firenze, un progetto di approfondimento e valorizzazione dell’Archivio Memoria Digitale delle Arti Sceniche Contemporanee – L’Archivio Andres Neumann sotto la direzione del Prof. Renzo Guardenti.
Nel 2013 è stato presentato il volume L’Archivio Andres Neumann. Memoria dello Spettacolo Contemporaneo di Maria Fedi. Alla presentazione partecipa anche la regista Michelle Kokosowski, storica collaboratrice di Jerzy Grotowski e Tadeusz Kantor.
Il 24 aprile 2014 viene presentato Carmen – Racconto di un Allestimento Leggendario a cura di Massimilano Barbini, un racconto dell'allestimento di Tragédie de Carmen di Peter Brook, ricostruito a partire dai documenti dell’Archivio Andres Neumann relativi alla tournée dello spettacolo realizzata da Andres Neumann International nel 1986.
Grazie al sostegno della Soprintendenza Archivistica e Bibliografica della Toscana e della Regione Toscana, dal 2016 al 2018 sono stati realizzati diversi progetti di valorizzazione dell'Archivio. 
Nel 2016 l'Archivio è stato inventariato dall’archivista Andrea Ottanelli, che ha curato anche la pubblicazione dell'inventario. 
Nel 2017 è stato digitalizzato l'intero corpus fotografico privato e professionale di Andres Neumann, composto da circa 13.000 immagini. 
Nel 2017 il Centro Archivistico dell'Università Normale di Pisa ha realizzato il sito internet dedicato all'Archivio. 
Partendo dai documenti dall'Archivio nel 2017 Graziano Graziani ha creato il documentario Pina Bausch a Roma. 
Nel 2018, Massimiliano Barbini ha presentato L'Archivio dal vivo: Palermo Palermo. L'artista, la città., una mise en espace ispirata dai materiali appartenenti all'Archivio.
Giada Petrone, la responsabile dell'Archivio, ha curato il primo riordinamento dei documenti e ha inaugurato e seguito dal 2010 al 2018 tutto il processo di valorizzazione del fondo.